# Abronia lythrochila
Abronia lythrochila (червоногуба абронія) — вид веретільницеподібних ящірок родини веретільницевих (Anguidae). Мешкає в Мексиці і Гватемалі.

## Поширення і екологія
Червоногубі абронії мешкають в горах Чіапаса і сусідніх районів Гватемали, зокрема в Національному парку Лагунас-де-Монтебелло. Вони живуть в гірських сосново-дубових лісах, на висоті від 1500 до 3000 м над рівнем моря. Ведуть деревний спосіб життя.